# Juri Torbek
Juri Torbek (russisch Юрий Альфредович Торбек; * 5. Mai 1954 in Narva; † 3. Januar 2003 in Krasnodar) war ein sowjetischer Boxer. Er wurde 1981 Europameister der Amateure im Mittelgewicht.

## Werdegang
Juri Torbek, ein Weißrusse, begann als Jugendlicher mit dem Boxen. Als Angehöriger der sowjetischen Sicherheitskräfte gehörte er der Sportorganisation Dynamo in Minsk an.
Als 24-Jähriger startete er 1978 bei der Meisterschaft der Polizeien der Warschauer-Pakt-Staaten in Lodz und erreichte dort das Finale im Halbschwergewicht, in dem er gegen Paweł Skrzecz aus Polen nach Punkten unterlag. 1979 belegte er bei der sowjetischen Meisterschaft im Mittelgewicht nach einer Punktniederlage im Halbfinale gegen Wladimir Schin den 3. Platz. 1980 schied er bei dieser Meisterschaft bereits im Viertelfinale durch eine Abbruch-Niederlage gegen Wladimir Gorbunow aus und kam nur auf den 5. Platz und bekam danach keine Chance mehr, sich für das olympische Boxturnier in Moskau zu qualifizieren.
1981 siegte Juri Torbek bei der sowjetischen Europameisterschafts-Ausscheidung in Riga im Mittelgewicht, wobei er im Finale Alexander Beljajew nach Punkten besiegte. Bei der Europameisterschaft 1981 in Köln ging er bestens vorbereitet an den Start und besiegte dort Robert Pfitscher aus Österreich durch Abbruch in der 1. Runde sowie Christer Corpi, Schweden (5:0), Zygmunt Gosiewski, Polen (5:0) und Pedro van Raamsdonk, Niederlande (4:1) nach Punkten und wurde damit Europameister.
1982 gelang es ihm sich in Tallinn auch für die Weltmeisterschaften in München im Mittelgewicht durch Siege über R. Rogevich, Chamsat Dschabrailow und Alexander Beljajew zu qualifizieren. In München besiegte er Terje Sween aus Norwegen nach Punkten (5:0), unterlag aber im Viertelfinale gegen Iran Barkley aus den Vereinigten Staaten (1:4) und kam dadurch nur auf den 5. Platz.
Nach dieser Niederlage wurde Juri Torbek bei keiner internationalen Meisterschaft mehr eingesetzt. Er belegte aber bei der sowjetischen Meisterschaft 1983 u. a. mit Siegen über Algirdas Jančauskas, Albert Nikoljan und Juri Waulin den 3. Platz, den er auch 1984 im Halbschwergewicht nach einer Punktniederlage im Halbfinale gegen Witali Kachanowski belegte. 1985 wurde er schließlich doch noch sowjetischer Meister im Halbschwergewicht, wobei er Sh. Magomedow, Juri Waulin und im Finale Witali Kachanowski nach Punkten besiegte.

## Internationale Erfolge
| Jahr | Platz | Wettbewerb                                        | Gewichtsklasse | Ergebnis |
| 1978 | 2.    | Polizei-Meisterschaft der Warschauer-Pakt-Staaten | Halbschwer     | nach einer Punktniederlage im Finale gegen Pawel Skrzecz, Polen |
| 1981 | 1.    | EM in Tampere                                     | Mittel         | nach einem Abbruch-Sieg in der 1. Runde über Robert Pfitscher, Österreich und Punktsiegen über Christer Corpi, Schweden (5:0), Zygmunt Gosiewski, Polen (5:0) und Pedro van Raamsdonk, Niederlande (4:1) |
| 1981 | 2.    | Welt-Cup in Montreal                              | Mittel         | nach Abbruch-Sieg in der 3. Runde über Andrei Ankow, Bulgarien, Punktsieg über Douglas Sam, Australien und Punktniederlage gegen José Gómez, Kuba (0:5)                                                  |
| 1982 | 5.    | WM in München                                     | Mittel         | nach Punktsieg über Terje Sween, Norwegen (5:0) und Punktniederlage gegen Iran Barkley, USA (1:4) |
| 1983 | 3.    | Intern. Turnier in Alma-Ata                       | Halbschwer     | nach einer Punktniederlage im Halbfinale gegen Anatoli Koptjew, UdSSR |
| 1983 | 1.    | Intern. Turnier in Orenburg                       | Halbschwer     | |

## Sowjetische Meisterschaften
| Jahr | Platz | Gewichtsklasse | Ergebnis |
| 1980 | 5.    | Mittel         | nach einer Abbruch-Niederlage im Viertelfinale gegen Wladimir Gorbunow                                                      |
| 1983 | 3.    | Halbschwer     | nach Punktsiegen über Algirdas Jančauskas, Albert Nikoljan und Juri Waulin und einer Punktniederlage gegen Jewgeni Alexejew |
| 1984 | 3.    | Halbschwer     | nach einer Punktniederlage im Halbfinale gegen Witali Kachanowski                                                           |
| 1985 | 1.    | Halbschwer     | nach Punktsiegen über Sh. Magomedow, Juri Waulin und Witali Kachanowski                                                     |

## Erläuterungen
- WM = Weltmeisterschaften, EM = Europameisterschaften
- Mittelgewicht, Gewichtsklasse bis 75 kg, Halbschwergewicht, bis 81 kg Körpergewicht